# SION 10+1
『sion 10+1』（シオン じゅう プラス いち）は、SIONの9枚目のオリジナル・アルバム。1994年10月10日発売。発売元はBAIDIS（テイチク）。

## 解説
インディーズから数えてSIONのデビュー10周年である1994年に、自主製作盤を含めて10枚目として、10人のギタリストを迎えてレコーディングされ、10月10日に発売された。
ベスト・アルバム『sion 10 cd best』と同時発売。
初回生産分には「ノスタルジア」「SORRY BABY」の新録を収録した8cmCDが封入された。後述の2004年の再発盤では1枚にまとめられたが、2008年再発盤では未収録となった。

## リリース変遷
2004年5月26日に再発売され、2008年8月27日に紙ジャケット・リマスタリング仕様で再発売された（現在は廃盤）。

## 収録曲
全作詞・作曲：SION（特記以外）

### CD
1. 彼女少々疲れぎみ (2:32)
2. カラス鳴いて (3:47)
3. 今日はどこにいこ (4:43)
4. こんなに天気がいいからよ (2:30)
5. 彼女は (4:40)
6. 一杯おくれ (4:27)
7. なんてえらいオイラ (2:56)
8. 夜がたまる (5:51)
9. 話せないことが (3:51)
10. 小さな声で話そ (3:13)
11. メリーゴーランド (3:18)

### 初回封入CD（8cmCD）
1. ノスタルジア (6:11)
作詞：SION & OKAMOTO・編曲：MARC RIBOT
ミニ・アルバム『KNOCK ON THE HEART』に収録されていた楽曲を再録音。
2. SORRY BABY (6:26)
作詞：SION & OKAMOTO・編曲：MARC RIBOT
1stアルバム『SION』に収録されていた楽曲を再録音。

## 参加ミュージシャン
- SION：ボーカル、ギター、ハーモニカ
- 松田文：ギター
- 花田裕之：ギター
- 尾崎孝：スティール・ギター
- MARK RIBOT：ギター
- 有田純弘：ギター
- 有山淳司：ギター
- 徳武弘文：ギター
- 藤井一彦：ギター
- ヤマジカズヒデ：ギター
- 仲井戸麗市：ギター
- 大矢貞男：ヴァイオリン
- リクオ：ピアノ、アコーディオン
- 早川岳晴：ベース
- 三沢泉：パーカッション